# ウェストミンスターの鐘
ウェストミンスターの鐘（ウェストミンスターのかね、英語：Westminster Quarters）とは、ウェストミンスター宮殿の時計塔ビッグ・ベンで使われている時鐘のメロディである。
英語ではWestminster Quarters（15分ごとの鐘の意）やWestminster Chimesと呼ばれるほか、メロディの発祥の地である大聖母マリア教会があるケンブリッジの名を取ったCambridge Quarters、Cambridge Chimesとも呼ばれる。日本語ではウェストミンスター・チャイムの名称も用いられる。
後述のとおり日本では学校のチャイムとして使われているため、このメロディはウェストミンスターやビッグベンの鐘と言う意識は低い。

## 概要

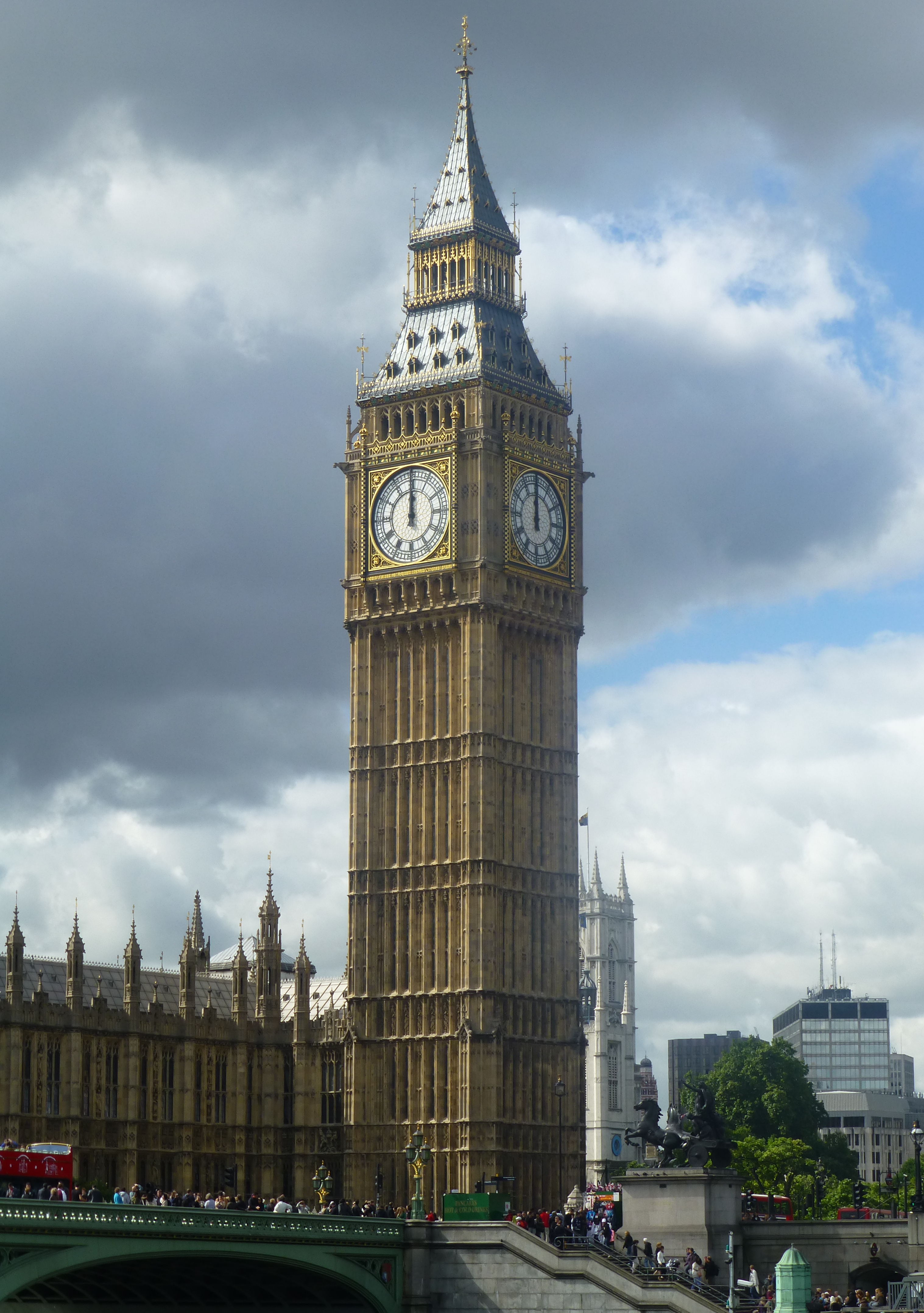
ビッグ・ベン、
2013年

ウェストミンスターの鐘は時計塔ビッグ・ベンにある大時鐘（狭義のビッグ・ベン）の隣にある4つの鐘が奏でるメロディであり、すなわち4つの音階からなる。

## 歴史
このメロディは元々、1793年にケンブリッジの大学教会である大聖母マリア教会のために作曲された。作曲者はケンブリッジ大学の欽定講座担任教授であったJoseph Jowettとされているが、同大学の音楽教授であったJohn Randallまたは彼の弟子であったWilliam Crotchの助力によって書かれた可能性も否定できない。
史実的な裏打ちが無いながらも、この鐘はヘンデルの『メサイア』の第3部第1節"I know that my Redeemer liveth..."の第5小節及び第6小節を構成する4音から取られていると長らく信じられており、このためヘンデルの生まれ故郷のハレの赤の塔でもこのメロディの鐘が鳴らされている。
1851年、ウェストミンスター宮殿の新たな時計塔のビッグ・ベンの時計機構を設計したグリムソープ男爵（Edmund Beckett Denison）により、このメロディはビッグ・ベンの時鐘にも採用された。彼はケンブリッジ大学のトリニティ・カレッジ卒業生であり、この音色に馴染みが深かったためと言われている。このウェストミンスター宮殿での採用によって有名となったこの音色は、現在も最も広く使われている時鐘となっている。

## 特徴
ビッグ・ベンは大時鐘以外の4つの鐘による4音ずつ5パターンの鳴鐘法（changes）を持っており、ウェストミンスターの鐘は計20音のメロディとなる。時鐘としてのビッグ・ベンはこれを15分毎に異なるパターンで鳴らしている。
- 15分鐘：第1パターン4音
- 半時鐘（30分）：第2・第3パターン8音
- 45分鐘：第4・第5・第1パターン12音
- 正時鐘（00分）：第2・第3・第4・第5パターンの16音に加え、時報となる大時鐘による時間数分の鐘

| 15分鐘            | お使いのブラウザーでは、音声再生がサポートされていません。音声ファイルをダウンロードをお試しください。 |
| 半時鐘            | お使いのブラウザーでは、音声再生がサポートされていません。音声ファイルをダウンロードをお試しください。 |
| 45分鐘            | お使いのブラウザーでは、音声再生がサポートされていません。音声ファイルをダウンロードをお試しください。 |
| 正時鐘（例：3時） | お使いのブラウザーでは、音声再生がサポートされていません。音声ファイルをダウンロードをお試しください。 |

## 実際のピッチ
楽譜上の音名はホ長調（Eメジャー）の構成音（G♯, F♯, E, B）とされているが、実際にウェストミンスター宮殿で鳴る鐘の音、特に主鐘であるグレート・ベル（通称ビッグ・ベン）の音高は、現代の標準ピッチ（A4=440 Hz）とは大きく異なることが科学的に知られている。2017年、英国レスター大学の研究チームがレーザードップラー振動計を用いた精密測定を行い、ビッグ・ベンの打撃音（ストライク・ノート）に対応する基本周波数が336 Hzであることを初めて科学的に特定した。
この一見中途半端な周波数は、ビッグ・ベンが鋳造された1858年当時の歴史的背景に起因する。当時のロンドンの音楽界では、現代の標準より著しく高い「オールド・フィルハーモニック・ピッチ」が主流であり、その基準周波数は A4≈452 ~ 455 Hzであった。このピッチは現代標準より約4分の1音（約50セント）近く高い。この基準で公称「E」音を調律した場合の目標周波数は約339 Hzとなり、実測された336 Hzという値とほぼ一致する。
現代の標準ピッチ（A4=440 Hz）に当てはめると、E4の周波数は約329.6 Hz、F4は約349.2 Hzである。ビッグ・ベンの336 Hzという周波数は、E4より約32セント（半音の約3分の1）高く、物理的にEとFの間に位置する。この物理的に曖昧な音高が、聴く人によってはF音に近いという印象を抱かせる直接的な原因となっている。
さらに、鐘の音響物理学上、人間が知覚する「打撃音」は、鐘が発する複数の高次の部分音（倍音）から脳が再構築する「バーチャルピッチ（仮想音高）」と呼ばれる聴覚上の現象の影響を受ける。ビッグ・ベンの場合、その特異な形状や鋳造後の亀裂により部分音の構成が非協和的であるため、生成されるバーチャルピッチ自体が曖昧になり、音程が曖昧に聞こえる印象をさらに強めている。
一方で、このメロディの原型である「ケンブリッジ・クォーターズ」が作られた1793年当時の一般的なピッチは、現代より低い「クラシカル・ピッチ」（A4≈430 Hz）であった。そのため、同じ「ホ長調」という公称の鐘でも、その時代のピッチ基準によって実際の響きは大きく異なっていた。

## 他作品への引用
- チャイムのメロディをモチーフとして、フランスの作曲家ルイ・ヴィエルヌ（Louis Vierne）によって作曲されたオルガン曲。『Pièces de fantaisie』を構成する組曲『Troisième Suite, Op.54』の終曲にあたる。原題は「Carillon de Westminster」。
- ナイジェル・ヘスの吹奏楽曲『Global Variations, for band』では冒頭と終結部に同メロディが引用され、チャイムによって奏でられる。8分程度の楽曲で世界を巡る様を描いた同曲の出発と到着が同メロディであることは、作曲家の出身国を象徴するものとしても理解できる。
- チャールズ・アイヴズの弦楽四重奏曲第2番第3楽章『山の呼び声』に引用されている。
- レイフ・ヴォーン=ウィリアムズの『ロンドン交響曲』（交響曲第2番）第1楽章と第4楽章に引用されている。
- 2009年の映画『シャーロック・ホームズ』にて曲としてアレンジされ使われている。
- ヤンキー・スタジアムにおいて得点が入った際に使用されるジングルとしても使用される。
- YouTube オーディオライブラリに収録されている、Jimmy Fontanezの『Tick Tock』にアレンジされ使われている。
- 平昌五輪・パラリンピックのアイスホッケー競技において、反則による退場者が出たことを告知する目的で用いられている。
- 『青のすみか』のAメロの後ろや間奏で引用されている。

## 日本での使用
- 日本国内においては学校や会社、防災無線等で放送されている「キーンコーンカーンコーン」のチャイムのメロディとして広く知られる。ただし、「ウェストミンスターの鐘」と言う名前ではあまり知られていない。そのため、引用する場合も「学校のチャイムの音」や「学校」のイメージで行われている。
- 朝日放送テレビ制作、テレビ朝日系列で地上波放送され、現在もBSJapanextと朝日放送テレビの共同制作で放送されているクイズ番組『パネルクイズ アタック25（BSJapanextでは『パネルクイズアタック25Next』と改題）』では制限時間いっぱいでパネルが完全に埋まらなかった場合の問題終了を告げる音としてウェストミンスターの鐘が使われている。
- 近鉄名古屋線・近鉄名古屋駅では、近鉄特急の発車メロディとして使用されている。最初にウェストミンスターの鐘が流れた後、ひのとり・アーバンライナー特急は『ドナウ川のさざなみ』、津・松阪・伊勢・鳥羽・志摩方面の特急はヴィクター・ヤング作曲の『Around the world』がそれぞれ流れる。
- 大阪シティバスや川中島バス、神姫バス（もと姫路市営バス車両のみ）のバスチャイムに使用されている。
- 共同通信加盟社向けのニュース配信端末で、特に重大なニュースが発生し速報される場合にこのメロディが使われる。

## その他（ウェストミンスター寺院の鐘という誤解）
ウェストミンスターの鐘はウェストミンスター寺院の鐘楼の音と言われることもあるが、誤りである。前述の通りこの鐘はウェストミンスター宮殿の時計塔の鐘の音であり、ウェストミンスター宮殿とウェストミンスター寺院は隣接しているため寺院側での祭事などでこの鐘が聞こえてくることもあるが、寺院は寺院で別途鐘楼を持っておりメロディも異なっている。